# Pescar

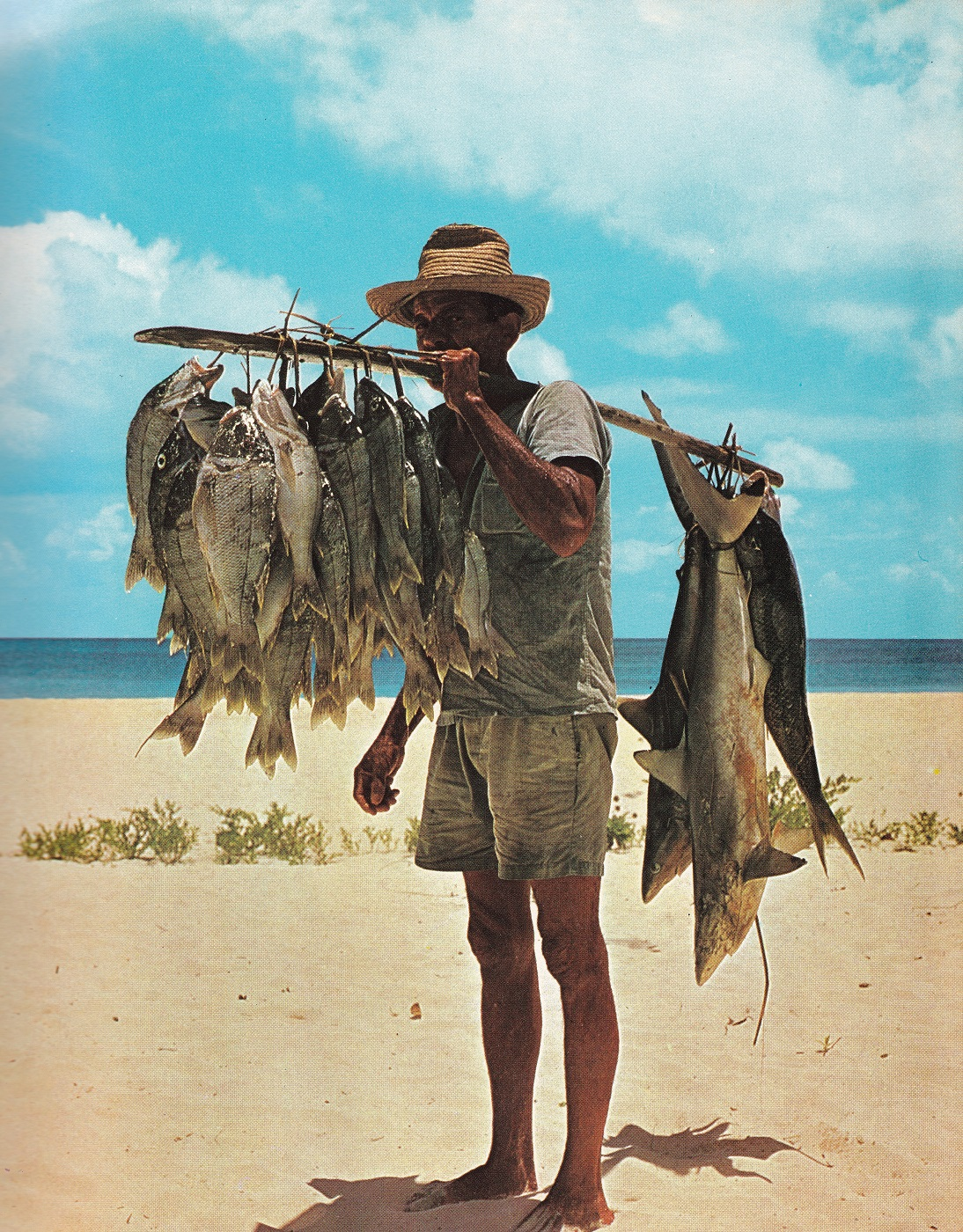
Pescar și captura sa, inclusiv rechini mici, din Seychelles.

Pescarul este o persoană care se ocupă cu pescuitul și uneori cu conservarea peștelui. Conform FAO, în lume există aproximativ 38 milioane de pescari comercianți și de subzistență.
Pescarii comercianți folosesc vase de pescuit cu plase de dimensiuni foarte mari, uneori de câțiva kilometri, iar peștii sunt comercializați în magazine specializate sau restaurante.
Pescarii de subzistență utilizează undițe, lansete și bărci de dimensiuni mici, iar peștii sunt folosiți pentru consum propriu.